# David Liu
 (août 2025).
Si vous disposez d'ouvrages ou d'articles de référence ou si vous connaissez des sites web de qualité traitant du thème abordé ici, merci de compléter l'article en donnant les références utiles à sa vérifiabilité et en les liant à la section « Notes et références ».
Pour les articles homonymes, voir Liu.
David Liu, né le 12 août 1965 à Taipei, est un patineur artistique taïwanais, qui participe aux Jeux olympiques d'hiver de 1988, 1992 et 1998.

## Biographie

### Carrière sportive
David Liu est né à Taipei en 1965 et déménage aux États-Unis à l'âge de six ans. Il commence à patiner en 1973. Au cours de sa carrière, il est entraîné par Toller Cranston et Sonya Dunfield.
Il représente son pays de naissance à neuf mondiaux (1988 à Budapest, 1989 à Paris, 1990 à Halifax, 1991 à Munich, 1993 à Prague, 1994 à Chiba, 1995 à Birmingham, 1997 à Lausanne et 1998 à Minneapolis) et trois Jeux olympiques d'hiver (1988 à Calgary, 1992 à Albertville et 1998 à Nagano).
Lors des mondiaux 1990, il est le dernier patineur à exécuter une figure imposée dans une compétition internationale (la yougoslave Željka Čižmešija étant la dernière patineuse féminine à le faire). Il reçoit un certificat pour ce fait historique dans l'histoire du patinage.
Il arrête les compétitions sportives après les mondiaux de 1998.

### Reconversion
David Liu Liu travaille comme chorégraphe et co-directeur pour le Ice Theatre de New York. Depuis 1990, il joue et chorégraphie pour de nombreuses compagnies de ballet à travers le monde, notamment de grandes compagnies au Japon, à Taïwan, à Singapour, à Hong Kong, en Allemagne et au Royaume-Uni. Il dirige et chorégraphie d'importants spectacles sur glace en Chine lors de l'inauguration de la World Ice Arena de Shenzhen en 2005 et de la World Ice Arena de Hangzhou en 2010. Il co-dirige et produit des spectacles sur glace avec son partenaire commercial Darren Olivero de Solidwater Productions, basé à New York et Hong Kong. Il s'implique aussi dans des programmes de télévision et de danse à Hong Kong.

## Palmarès
| Compétition             | 1988    | 1989    | 1990    | 1991    | 1992    | 1993    | 1994    | 1995    | 1996    | 1997    | 1998    |  |  |  |  |  |  |  |  |
| Jeux olympiques d'hiver | 25e     |         |         |         | 17e     |         |         |         |         |         | 27e     |  |  |  |  |  |  |  |  |
| Championnats du monde   | 25e     | 25e     | 28e     | 27e     |         | 31e     | 21e     | 29e     |         | 39e     | 31e     |  |  |  |  |  |  |  |  |
|                         |         |         |         |         |         |         |         |         |         |         |         |  |  |  |  |  |  |  |  |
| Grand Prix ISU          | 1987/88 | 1988/89 | 1989/90 | 1990/91 | 1991/92 | 1992/93 | 1993/94 | 1994/95 | 1995/96 | 1996/97 | 1997/98 |  |  |  |  |  |  |  |  |
| Skate America           |         | 11e     |         |         |         | 7e      |         |         |         |         |         |  |  |  |  |  |  |  |  |
| Skate Canada            |         |         |         |         |         | 6e      | 9e      |         |         |         |         |  |  |  |  |  |  |  |  |
| Trophée NHK             | 7e      |         | 14e     | 13e     | 5e      | 10e     | 10e     | 6e      | 11e     | 11e     |         |  |  |  |  |  |  |  |  |
|                         |         |         |         |         |         |         |         |         |         |         |         |  |  |  |  |  |  |  |  |